# Viamão
Viamão är en stad och kommun i Brasilien och ligger i delstaten Rio Grande do Sul. Staden ingår i Porto Alegres storstadsområde och har cirka 90 000 invånare i centralorten år 2010, med totalt cirka 250 000 invånare i hela kommunen år 2014.

## Administrativ indelning
Kommunen var 2010 indelad i åtta distrikt:
- Águas Claras
- Capão da Porteira
- Espigão
- Itapuã
- Passo da Areia
- Passo do Sabão
- Viamão
- Viamópolis